# اسقاط
اسقاط (به عربی: اسقاط) یک روستا در سوریه است که در شهرستان حارم واقع شده‌است و ۴٬۵۳۵ نفر جمعیت دارد.